# Mníšek pod Brdy
Mníšek pod Brdy, bis 1960 Mníšek (deutsch Mnischek, älter auch Möncheleins) ist eine Stadt in Tschechien. Sie liegt 27 Kilometer südwestlich des Stadtzentrums von Prag und gehört zum Okres Praha-západ. Der historische Stadtkern wurde zum städtischen Denkmalschutzgebiet erklärt.

## Geographie

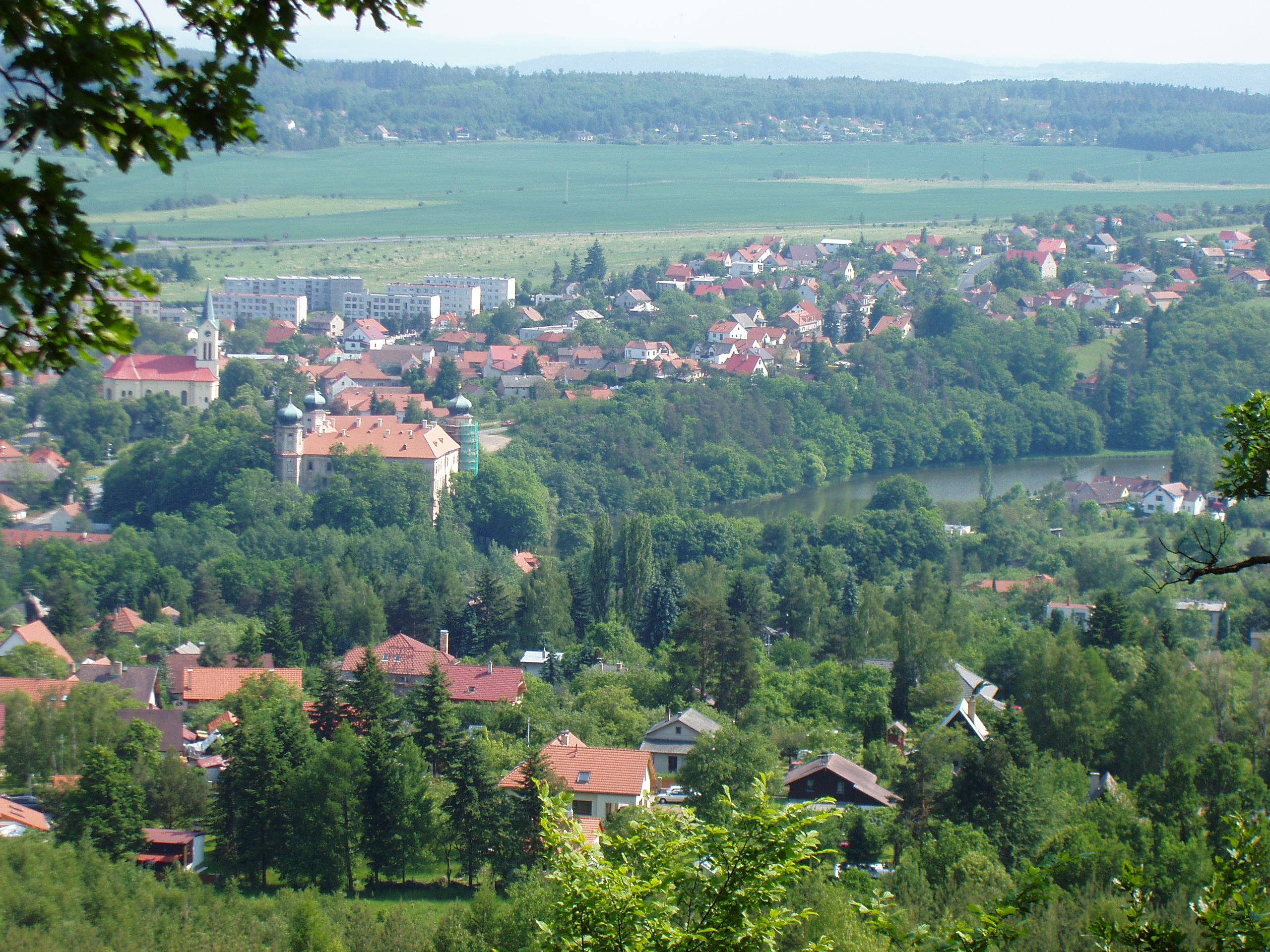
Mníšek pod Brdy von Nordwesten

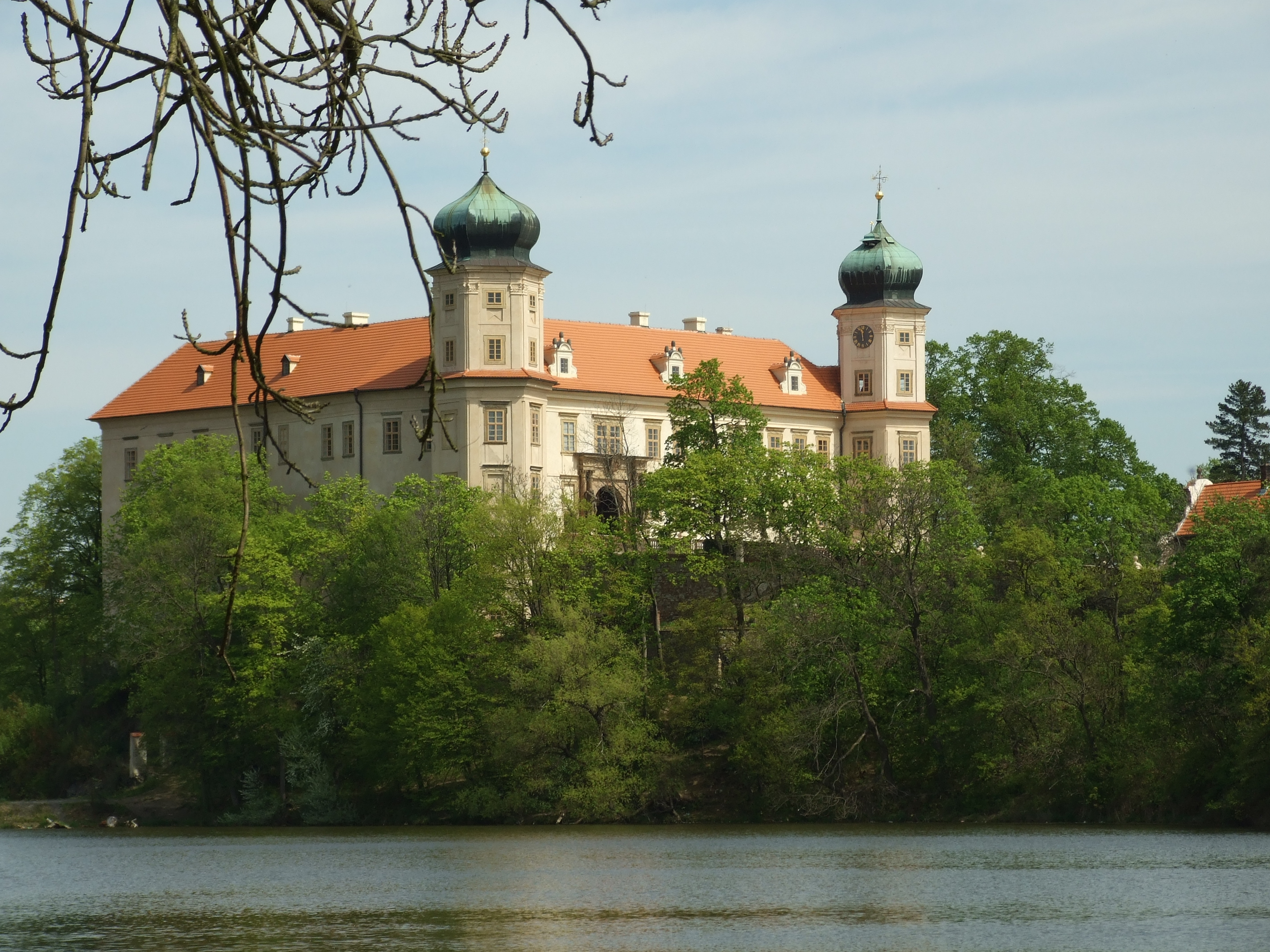
Schloss Mníšek mit Schlossteich

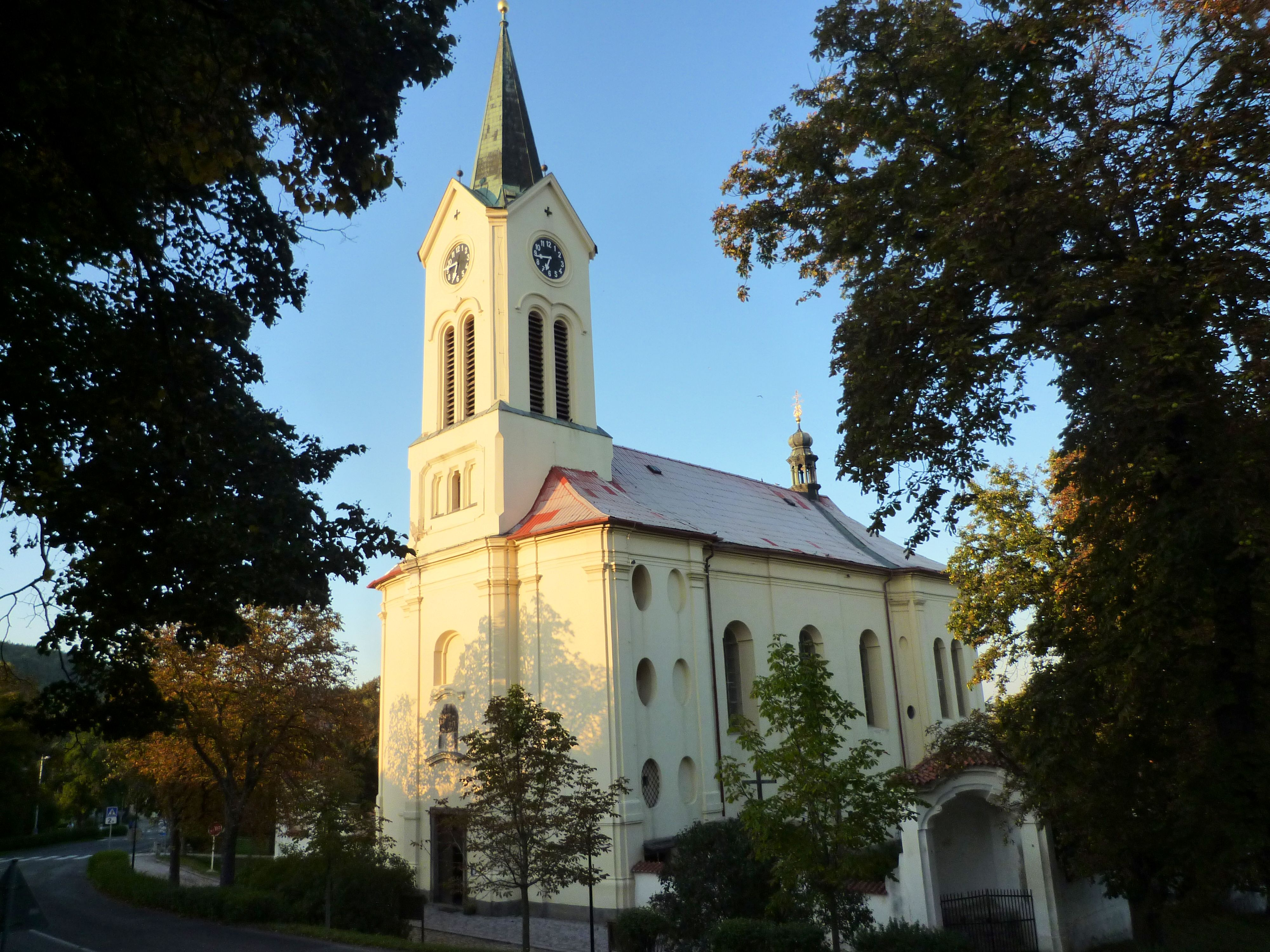
Kirche St. Wenzel

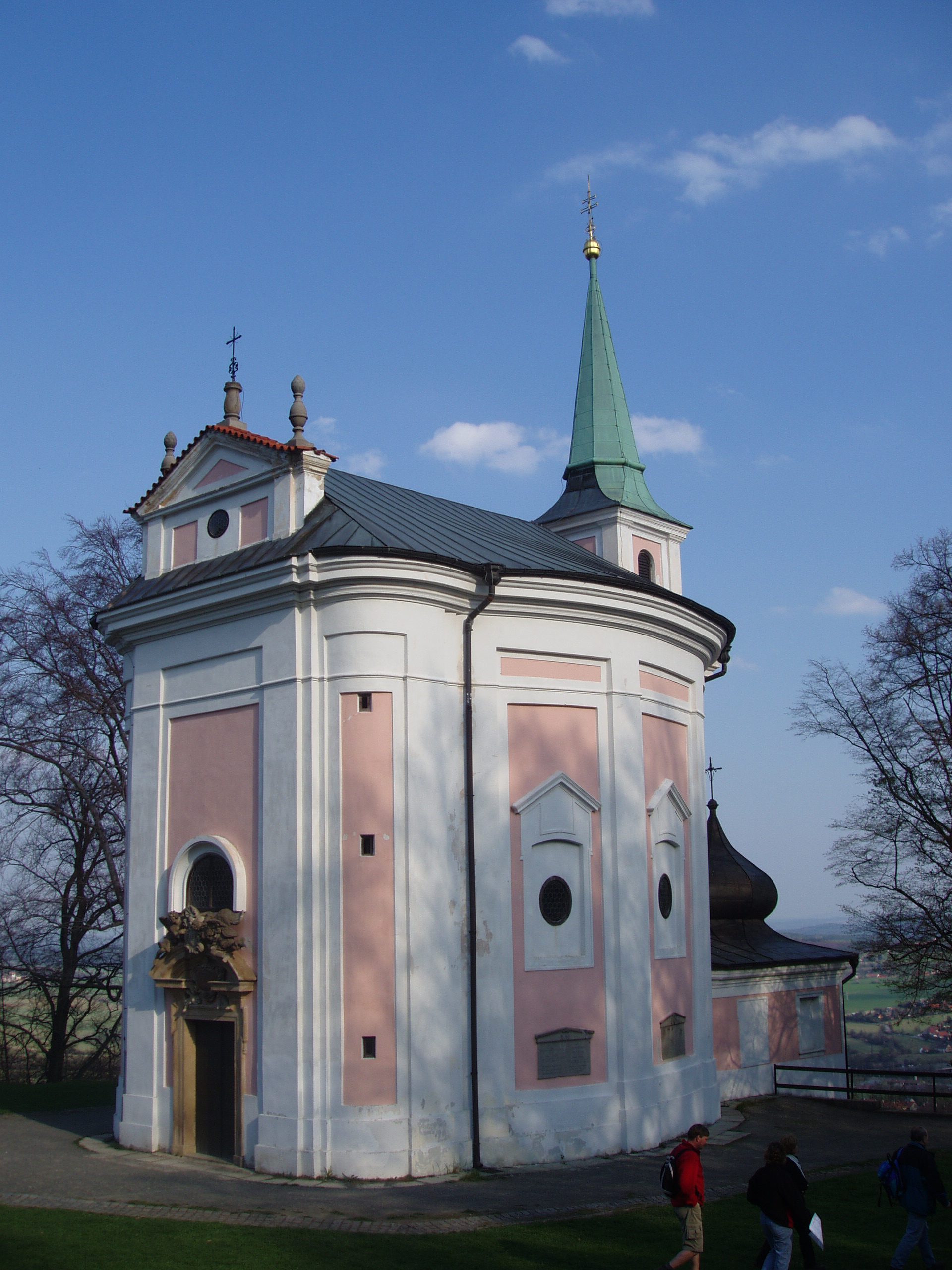
Wallfahrtskirche St. Maria Magdalena in Skalka

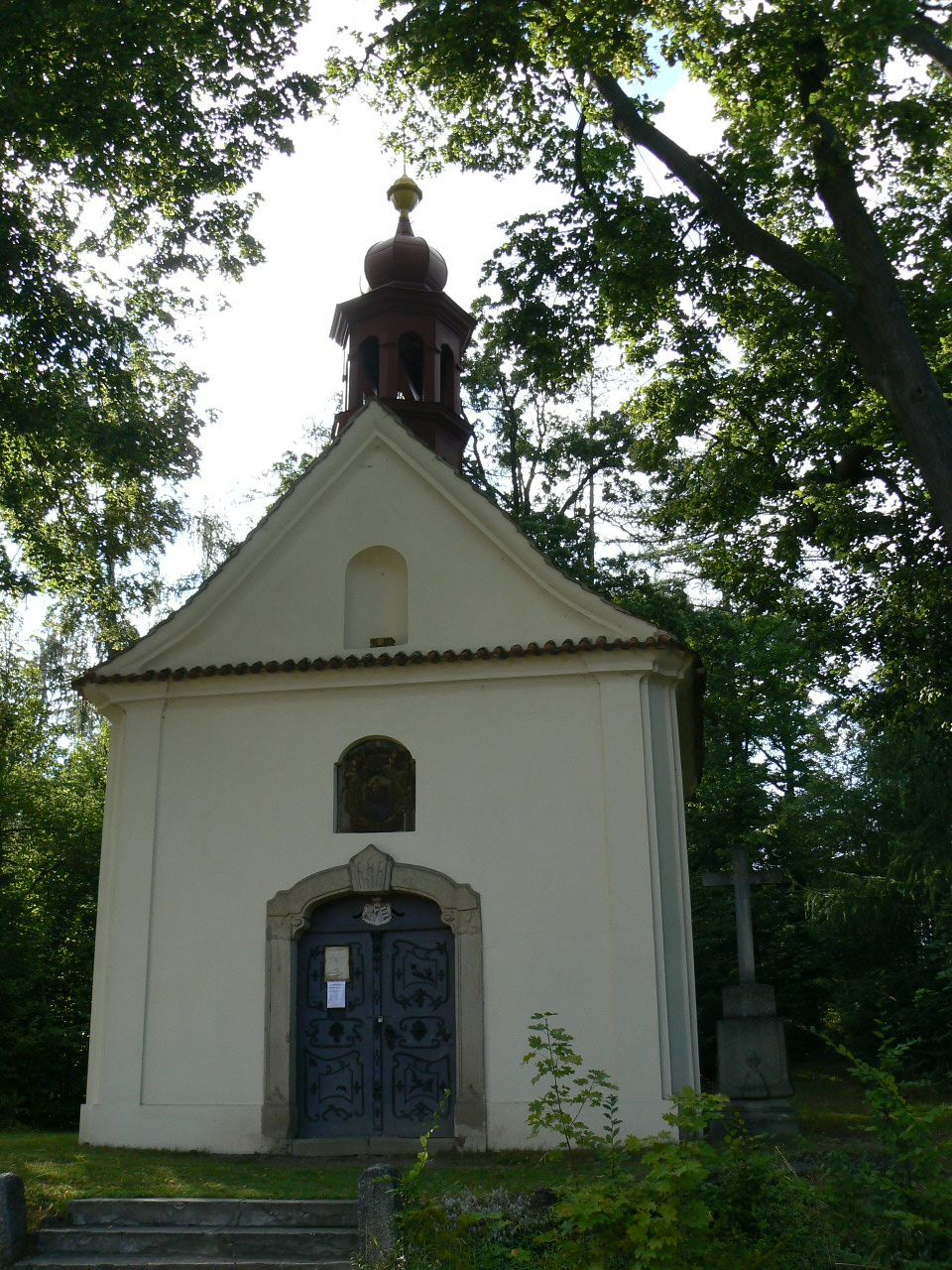
Kapelle Mariä Heimsuchung auf der Malá Svatá Hora

Mníšek pod Brdy befindet sich beiderseits des Baches Bojovský potok (Mnischeker Bach) am Fuße der Hřebeny in den nordöstlichen Ausläufern der Brdská vrchovina. Nördlich erheben sich die Skalka (553 m), die  Babka (506 m), der Strážný vrch (507 m) und der Hvíždinec (476 m), im Osten die Hora (448 m), südöstlich der Pleš (490 m), im Westen der Vrážky (577 m) sowie nordwestlich der U Červeného kříže (548 m). Am östlichen und südlichen Stadtrand verläuft die Schnellstraße R 4 zwischen Zbraslav und Dobříš. Anderthalb Kilometer südlich der Stadt befindet sich die Bahnstrecke Dobříš–Praha-Modřany, der Bahnhof Mníšek pod Brdy liegt in Horní Rymaně.
Nachbarorte sind Skalka, Řevnice, Lety und Dobřichovice im Norden, Černolice, Řitka, Jiráskova čtvrť, Líšnice und Čtvrt Svatopluka Čecha im Nordosten, Bažantnice, Lucký Mlýn, Vandrlice, Bojov und Čisovice im Osten, Rymaně, Kamenně und Zahořany im Südosten, Horní Rymaně, Včelnik, Nová Ves pod Pleší, Malá Svatá Hora und Voznice im Süden, Chouzavá und Kytín im Südwesten, Stříbrná Lhota, Rochota, Hatě und Hodyně im Westen sowie Halouny, Lhotka und Zadní Třebaň im Nordwesten.

## Geschichte
Überlieferungen zufolge soll sich an der Stelle von Mníšek früher ein Dorf Dubčany befunden haben, das durch einen Brand vernichtet wurde. Als später an der Stelle ein neuer Markt angelegt wurde, sollen Bewohner als Dank für die Unterstützung durch die Benediktiner aus dem Kloster Insula den Ort Mníšek genannt haben.
Die erste schriftliche Erwähnung erfolgte im Maiestas Carolina in einem Befehl des Königs Karl IV. vom 3. Oktober 1348, der darin die Feste und das Städtchen Monachus auf ewige Zeit als Eigentum der böhmischen Krone bestimmte. Durch seine Lage am Goldenen Steig lebte das Städtchen vom florierenden Handel zwischen Böhmen und Bayern, die Feste diente zugleich dem Schutz dieses wichtigen Handelsweges. Die Kirche St. Wenzel ist seit 1384 in den Errichtungsbüchern als Pfarrkirche nachweisbar. Zu Beginn des 15. Jahrhunderts überließ König Wenzel IV. die Herrschaft Mnischek dem Žebráker Burggrafen Johann von Leßkow (Jan z Lestkova) als Pfand. Im Jahre 1409 wandelte der König das Pfand- in ein Lehnsverhältnis um, das auch das Jagd- und Einschlagrecht in den Dobrischer Wäldern und die Halsgerichtsbarkeit beinhaltete. Seit dieser Zeit führt die Stadt auch ein eigenes Wappen. 1420 wurde das Städtchen durch das Heer Jan Žižkas zerstört. König Sigismund bestätigte 1437 Předbor Řepnický von Řepnice, dem die Herrschaft seit den 1420er Jahren gehörte, den Besitz. Peter Řepnický von Řepnice verkaufte Mnischek 1487 an Johann Wratislaw von Mitrowitz, der sich die Herrschaft im Jahre 1503 bei König Vladislav Jagiello auch erblich sichern konnte. 1532 wurde mit dem Utraquisten Stefan Polák der erste nichtkatholische Pfarrer in Mnischek eingeführt. Die auf einem Felsen über dem Bach stehende Feste wurde im 16. Jahrhundert zum Schloss umgebaut. Nachdem der Besitzer des Gutes Řitka, Jan Věžský, im Wald an der Passauer Straße eine neue Ausspanne errichtet hatte, die sehr zum Nachteil der Wirtschaften in Čísovice und Mníšek von den Fuhrleuten gut frequentiert wurde, verklagten die Grafen Wratislaw Jan Věžský 1586 erfolgreich wegen unberechtigtem Ausschanks an einem Platz, der zuvor Wald war. Zwischen 1604 und 1610 wirkte der Lutheraner Jan Rosacius Hořovský als Pfarrer in Mnischek. 1639 wurde das Städtchen von den Truppen  des schwedischen Feldmarschalls Banér niedergebrannt und lag danach wüst. Die Brüder Friedrich und Wenzel Euseb Wratislaw von Mitrowitz verkauften die ruinierte Herrschaft Mnischek 1655 an den Prager Bürger und Gerber Servatius Engel von Engelfluß, der während des Krieges durch Aufträge zur Versorgung des Wallensteinischen Heeres zu Reichtum gelangt war und für seine Verdienste bei der Verteidigung der Karlsbrücke gegen die Schweden geadelt worden war. Engel von Engelfluß ließ die Stadt wieder aufbauen; er vereinigte die Herrschaft Mnischek mit den Lehngütern Chrastitz und Čisowitz, und erhob sie am 1. August 1661 zum Familienfideikommiss. 1670 wurde er in den Freiherrenstand erhoben. Nachfolgender Besitzer wurde sein Sohn Servatius Ignaz Engel von Engelfluß, dem dessen Sohn Ignaz Karl folgte. Im Jahre 1740 wurde in der St. Bartolomäuszeche bei Skalka der Abbau von Eisenerz aufgenommen. Ignaz Karl Engel von Engelfluß verstarb 1743 ohne Nachkommen, die Fideikommissherrschaft Mnischek fiel seiner Schwester Maria Victoria, verwitwete Freiin Unwerth zu. Ihr folgte deren Sohn Ignaz Freiherr von Unwerth, der 1764 in den Grafenstand erhoben wurde. Ab 1769 gehörte die Herrschaft Mnischek Johann Nepomuk Graf Unwerth, der kinderlos blieb. Nach dessen Tode fiel die Herrschaft seinem jüngeren Bruder Joseph zu, der 1822 ebenfalls ohne Nachkommen verstarb. Erbe der Herrschaft wurde Ignaz Graf Unwerth, mit dessen Tode erlosch am 29. April 1829 das Geschlecht der Grafen von Unwerth. Wegen eines Rechtsstreits um das Erbe stand die Herrschaft danach neun Jahre unter landtäfliger Verwaltung, als Verwalter wurde Johann Freiherr von Henniger eingesetzt. Im Jahre 1838 wurde die Herrschaft Mnischek schließlich Ignaz Unwerths Enkelin Maria Anna Gräfin Pachta von Rájov, geborene von Steinbach und deren Mann Karl zugesprochen, Marie de Silva-Tarouca wurde mit einem Gut befriedigt. Das Lehngut Čisowitz wurde 1846 vom Fideikommiss abgetrennt und verkauft.
Im Jahre 1846 umfasste die im Berauner Kreis gelegene Fideikommissherrschaft Mnischek eine Nutzfläche von 8612 Joch 996 Quadratklafter, von denen 5580 Joch 694 Quadratklafter der Obrigkeit direkt gehörten. Der größte Teich war mit einer Fläche von 29 Joch 832 Quadratklafter der östlich von Mnischek gelegene Sikorower Teich (Sýkorník). Auf dem Herrschaftsgebiet lebten 3127 überwiegend tschechischsprachige Personen, darunter vier jüdische und zwei protestantische Familien. Haupterwerbsquelle war neben der Landwirtschaft der Eisensteinbergbau, außerdem verdienten sich die Bewohner mit Fuhrleistungen zum Transport des Eisensteins nach Althütten ein Zubrot. Die Herrschaft bewirtschafte drei Meierhöfe in Mnischek, Lhotka und Groß Hraschtitz, zu denen jeweils auch eine Schäferei gehörte. Zur Bewirtschaftung des Waldes bestanden die vier Forstreviere Mnischek, Kittin, Čisowitz und Hrochota. Das Eisenerzbergwerk St. Bartholomäus bei Skalka wurde gegen Zahlung eines Zehnts durch das Dominium Dobrisch betrieben. Untertänig waren das Städtchen Mnischek sowie die Dörfer Skalka, Kittin, Lhotka (Stříbrná Lhota), Weselka (Veselka), Groß-Hraschtitz (Velká Hraštice), Bratřinow und Čisowitz. Das am südlichen Fuße des Hrochotazuges gelegene Städtchen Mnischek, auch Mischek, Monachus bzw. Měssek genannt, bestand aus 176 Häusern mit 1255 Einwohnern, darunter vier jüdischen Familien. Unter herrschaftlichem Patronat standen die Pfarrkirche St. Wenzel, die Pfarrei und die Schule. Außerdem gab es ein obrigkeitliches Schloss, einen obrigkeitlichen Meierhof mit Schäferei, ein obrigkeitliches Bräuhaus, eine k.k. Post und drei Gast- und Einkehrhäuser. Abseits lagen die Einschicht Kwitalka, die Podhrader Mühle, die Lucker Mühle (Lucký mlýn) sowie der obrigkeitliche Fasengarten mit einem Jägerhaus (Bažantnice). Ortsbehörde war ein Stadtrichteramt. In Mnischek wurden sechs Jahrmärkte abgehalten. 
Mnischek war Pfarrort für Kittin, Lhotka, Čisowitz, Weselka, Groß-Hraschtitz, Bojow (Bojov), Neudorf, Zahořan, Riman (Rymaně), Senetschnitz (Senešnice) und Klein-Hraschtitz. 1847 erbten die Geschwister Emanuela und Ludmilla Pachta von Rájov die Herrschaft. Bis zur Mitte des 19. Jahrhunderts war das Städtchen Amtssitz der Fideikommissherrschaft Mnischek.
Nach der Aufhebung der Patrimonialherrschaften bildete Mníšek / Mnischek ab 1850 mit den Ortsteilen Řitka, Skalka und Veselka eine Stadtgemeinde im Gerichtsbezirk Zbraslav. Ab 1868 gehörte die Stadt zum Bezirk Smichow. Durch die Ehe von Emanuela Pachta mit Johann von Schirnding ging die Herrschaft in den Besitz der Familie von Schirnding über. Řitka und Veselka wurden 1876 auf Wunsch der Bewohner der Gemeinde Lišnice angeschlossen. Durch die Inbetriebnahme der Bahnstrecke Dobříš–Praha-Modřany wurde Mníšek zu einem beliebten Ausflugsziel der Prager. 1896 wurde die Stadt dem Bezirk Příbram und Gerichtsbezirk Dobříš zugeordnet. Karl von Schirnding veräußerte die Herrschaft 1909 an Theodor Kast von Ebelsberg. Nachfolgender Besitzer war ab 1931 Llewellyn Kast von Ebelsberg. Im Jahre 1932 lebten in Mníšek mit Skalka 1141 Personen. Im Jahre 1945 wurde das Llewellyn Kast von Ebelsberg gehörige Gut und Schloss konfisziert. Ab 1949 gehörte die Stadt Mníšek zum neugebildeten Okres Dobříš. In den 1950er Jahren wurden Stříbrná Lhota und Rymaně eingemeindet und Skalka verlor seinen Status als Ortsteil. Zu dieser Zeit wurde südwestlich der Stadt ein neues Eisenerzbergwerk aufgenommen und nordöstlich der Stadt entstand ein großes Aufbereitungswerk für Eisenerz mit Drehrohröfen, das den Transport des Erzes nach Stará Huť ersparte und zu dem von Čisovice eine Zweigbahn angelegt wurde. Zudem dehnte sich das Städtchen nach Norden aus, linksseitig des Bojovský potok entstand am Hang unterhalb von Skalka eine neue Wohnsiedlung. Nach der Aufhebung des Okres Dobříš wurde die Stadt 1960 Teil des Okres Příbram und der amtliche Name in Mníšek pod Brdy geändert. Nachdem auch die neue Aufbereitungstechnologie keinen rentablen Betrieb der Eisenerzbergwerke sichern konnte, wurden diese 1967 stillgelegt. Der Aufbereitungsbetrieb wurde danach auf die Aluminiumgewinnung umgerüstet. Am 1. Juli 1974 wurde die Stadt dem Okres Praha-západ zugeordnet. Zu Beginn des Jahres 1980 erfolgte die Eingemeindung von Kytín, das Dorf löste sich am 24. November 1990 wieder von Mníšek pod Brdy los und bildete eine eigene Gemeinde. Größtes Unternehmen ist die Kovohutě Mníšek a.s.

## Stadtgliederung
Für die Stadt Mníšek pod Brdy sind keine Ortsteile ausgewiesen. Mníšek pod Brdy besteht aus den Grundsiedlungseinheiten Mníšek pod Brdy (Mnischek), Rymaně (Riman) und Stříbrná Lhota (Silber Lhota), die zugleich auch Katastralbezirke bilden. Zu Mníšek pod Brdy gehören außerdem die Ansiedlungen Bažantnice, Kamenně, Lucký Mlýn und Skalka.

## Sehenswürdigkeiten
- Schloss Mníšek, der vierflügelige Bau mit drei Türmen und Schlossgarten wurde 1656–1672 für Servatius Engel von Engelfluß anstelle des von den Schweden ruinierten Vorgängerbaus errichtet. Im Südwestturm befindet sich die Schlosskapelle St. Servatius mit einem Sterngewölbe. Das Schloss wurde im Jahre 2006 öffentlich zugänglich gemacht.
- Pfarrkirche St. Wenzel, anstelle des aus dem 14. Jahrhundert stammenden Vorgängerbaus ließ Ignaz Freiherr von Unwerth zwischen 1743 und 1756 eine neue barocke Kirche errichten. Im Innern der Kirche befindet sich ein vom Prager Bildhauer Wenzel Prachner geschaffenes prächtiges Marmorgrabmal der Familie von Unwerth. Der Kirchturm wurde 1868 angebaut. Umgeben wird die Kirche von einem ehemaligen Friedhof mit barocken Statuen und vier Kapellen in der Friedhofsmauer.
- Wallfahrtsstätte Skalka auf dem Hügel Skalka (Hrochota) mit der 1692–1693 nach Plänen von Christoph Dientzenhofer errichteten Kirche der hl. Maria Magdalena. Im Jahre 1763 ließ die Schwiegermutter des Grundherren Ignaz von Unwerth, Benedicta Gräfin Čejková, geborene Gräfin von Bünau, neben der Kirche ein kleines Franziskanerkloster mit Einsiedelei und Kreuzweg anlegen, das 1785 wieder aufgehoben wurde. Im Jahre 1947 wurde der Wallfahrtsort umfassend rekonstruiert. Durch Vandalismus und infolge Untergrabung durch den Bergbau wurden seit den 1980er Jahren erneut umfangreiche Sanierungsarbeiten notwendig. Seitdem sind die Arbeiten am Kloster abgeschlossen. Die Stadt rief 2010 zu einer öffentlichen Sammlung zur Rettung des Kreuzweges und der Ruine des Hegerhauses auf, die Sicherungsarbeiten wurden im selben Jahr begonnen.
- Kapelle Mariä Heimsuchung auf der Malá Svatá hora südwestlich von Mníšek, errichtet 1809–1811 vom Prager Bürger Edmund Chvalský mit Unterstützung durch Johann Graf Unwerth am Pilgerweg nach Svatá Hora.
- Haus Nr. 23: Geburtshaus von František Xaver Svoboda mit Gedenktafel
- Haus Nr. 36 mit Bauernbarockgiebel, das auch als Bastlův grunt bezeichnete Haus ist Geburtshaus der Musikerfamilie Bastl
- Denkmal für František Xaver Svoboda im Park an der Kirche
- Ausspanne, errichtet 1664 durch Servatius Freiherr Engel von Engelfluß anstellte der von den Schweden niedergebrannten
- Statue des hl. Johannes von Nepomuk im Park an der Kirche, geschaffen 1765 von Ignaz Franz Platzer.
- Pfarrhaus, die Autorin Marie Wagnerová-Černá lebte bis zu ihrem Tode als Haushälterin im Pfarrhaus
- Seit 1968 findet im April in Mníšek die Brdská stezka statt, eine Wander/Lauf-Veranstaltung, deren ca. 50 km langer Ultra-Marathon Wertungslauf im Europacup der Ultramarathons ist.

## Persönlichkeiten

### Söhne und Töchter der Gemeinde
- Josef Doubrava (1852–1921), Bischof von Königgrätz
- František Xaver Svoboda (1860–1943), Dichter und Schriftsteller
- Ernst Seydl (1872–1952), Weihbischof in Wien
- Willi Nowak (1886–1977), Maler, Lithograf und Hochschullehrer
- Marie Wagnerová-Černá (1887–1937), Schriftstellerin, sie schrieb ihre Werke unter den Pseudonymen Felix Háj und F. Háj.

### In Mníšek lebten und wirkten
- Jan Rosacius Hořovský (1581–1637), der Schriftsteller war von 1604 bis 1610 Pfarrer in Mníšek